# Asócio IV Bagratúnio
Asócio IV Bagratúnio (em latim: Asotius; em grego: Ασώτιος; romaniz.: Asṓtios; em armênio: Աշոտ; romaniz.: Ašot), melhor conhecido como Asócio, o Carnívoro (em armênio/arménio: Աշոտ Մսակեր; romaniz.: Ašot Msaker), supostamente por sua recusa em se abster de comer carne durante a Quaresma, foi um príncipe armênio da dinastia Bagratúnio (Bagrátida). Um fugitivo da revolta fracassada em 775 contra o governo árabe na Armênia, onde seu pai foi morto, pelas décadas seguintes gradualmente expandiu seus domínios e estabeleceu um papel proeminente para si nos assuntos do país, tornando-se reconhecido pelo Califado Abássida como príncipe da Armênia de 806 até sua morte em 826.

## Nome
Asócio (Asotius; Ασώτιος, Asṓtios) é a forma latina e grega do armênio Axote (Աշոտ, Ašot), cuja origem é desconhecida. Foi registrado em árabe como Axote (آشُوط, ʔāšūṭ) e em georgiano como Axote / Axoti (აშოტ(ი), Ašoṭ(i)).

## Vida

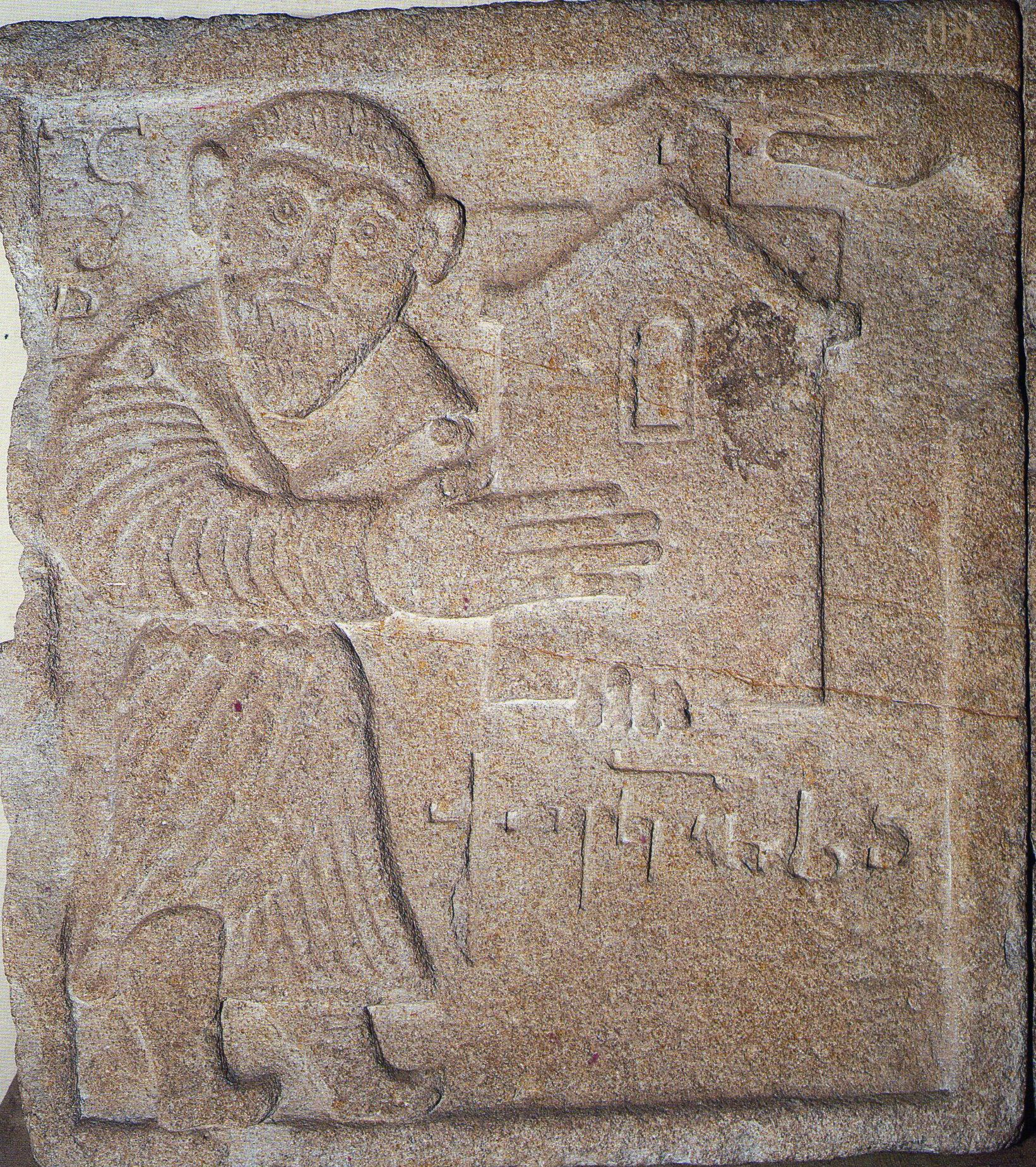
Estela de r.

Asócio IV era filho de Simbácio VII, o príncipe da Armênia dominada pelos árabes. Simbácio participou na rebelião contra o Califado Abássida, e foi morto na desastrosa batalha de Bagrauandena em 775. Após a batalha, Asócio fugiu dos territórios tradicionais de sua família no norte da Armênia Oriental para seus parentes próximo das nascentes do rio Araxes, onde estaria distante do poder árabe e mais próximo do Império Bizantino. Lá, também possuía minas de prata, que permitiram-no comprar algumas terras da família Camsaracano e estabelecer um novo senhorio em torno da fortaleza de Bagarana, na província de Airarate.
O fim ou exílio de tantas famílias principescas (nacarar) após Bagrauandena deixou um vácuo de poder no sul da Cáucaso: em parte isso foi preenchido por colonos árabes, que pelo começo do século IX estabeleceriam uma série de emirados maiores e menores na região, mas entre os maiores beneficiários estavam os Arzerúnio, uma família nacarar de posição média formal que veio a controlar grande parte do sudeste da Armênia (Vaspuracânia). Ao mesmo tempo, através de diplomacia habilidosa e alianças matrimoniais, Asócio conseguiu restabelecer os Bagrátidas como a principal família nacarar ao lado dos Arzerúnios. Como resultado, em ca. 806, o califa Harune Arraxide (r. 786–809) escolheu Asócio como o novo príncipe presidente da Armênia, o ofício que havia colapsado com a morte de seu pai 30 anos antes. A nomeação foi designada como um contrapeso para o crescente poder dos Arzerúnios, bem como um foco para as lealdades armênias fora de Bizâncio, onde muitas famílias haviam fugido após 775. Por volta da mesma época, o califa reconheceu outro ramo bagrátida, sob Asócio I (r. 813–830), como príncipe da Ibéria.

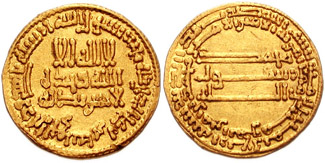
Dinar de ouro do califa Harune Arraxide r.

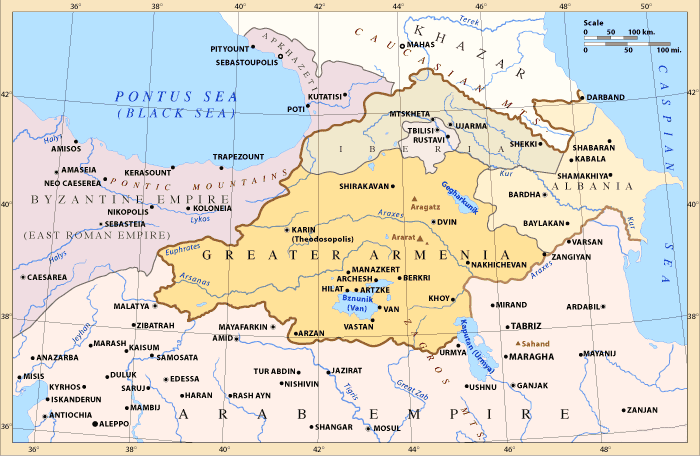
Emirado da Armênia

Tomando vantagem do tumulto no califado após a morte de Harune Arraxide e durante a subsequente Quarta Fitna, Asócio foi capaz de expandir consideravelmente seus domínios e autoridade. A ascensão de Asócio foi ameaçada por outra família ambiciosa, os muçulmanos jaáfidas. O fundador da família, Jaafe, foi um recém-chegado na Armênia que havia estabelecido uma base de poder considerável para si reclamando os territórios da família Mamicônio através de seu casamento com uma filha de Musel VI, um dos principais armênios mortos em Bagrauandena. Asócio duas vezes derrotou os Jaáfidas em Taraunitis e Arsarúnia. No processo, adquiriu não apenas Taraunitis (que Jaafe havia tomado de outro bagrátida, Vasaces) e Arsarúnia com Siracena (que ele havia anteriormente comprado dos Camsaracanos), mas também Asócia e o leste de Taique. Frustrado, Jaafe e seu filho Abedal Maleque ibne Maruane abertamente rebelaram-se contra o califado ao tomarem a capital armênia, Dúbio, em 813, e sem sucesso sitiaram a capital do governador em Barda. Asócio derrotou um exército de cinco mil homens enviado contra ele por Abedal Maleque, matando três mil deles, enquanto o irmão de Asócio, Sapor, invadiu os arredores de Dúbio. Como Abedal Maleque preparou-se para marchar e confrontar Sapor, a população local rebelou-se e matou-o.
A morte de Abedal Maleque "marcou a vitória dos bagrátidas sobre seus inimigos mais perigosos" (Ter-Ghewondyan), e deixou Asócio como o maior proprietário de terras entre os nacarares. Ele depois assegurou sua posição ao concluir casamentos matrimoniais estratégicos, dando uma de suas filhas para o príncipe Arzerúnio de Vaspuracânia, e outra para o emir de Arzena. Pelo tempo de sua morte em 826, Asócio efetivou uma transformação impressionando de sua fortuna: como comenta Joseph Laurent, o "proscrito e deposto" fugitivo de Bagrauandena morreu como o "mais poderoso e mais popular príncipe da Armênia". Suas possessões foram divididas entre seus filhos, o mais velho, Pancrácio II, recebeu Taraunitis e Sassúnia e mais tarde o título de iscano de iscanos ("príncipe de príncipes"), enquanto seu irmão, Simbácio VIII, o Confessor, tornou-se asparapetes (comandante-em-chefe) da Armênia e recebeu os territórios em torno de Bagarana e do Araxes.

## Descendência
De uma esposa desconhecida, Asócio IV Bagratúnio teve três filhos:
- Pancrácio II, o príncipe de Taraunitis e então príncipe de príncipes da Armênia;
- Simbácio VIII, asparapetes da Armênia;
- Rípsima, esposa de Amazaspes II Arzerúnio e princesa de Vaspuracânia;